# محطة قطار الحجار
محطة الحجار هي محطة قطار جزائرية تقع في إقليم بلدية الحجار بولاية عنابة. تُعدّ جزءًا من شبكة الخطوط الإقليمية التي وتديرها الشركة الوطنية للنقل بالسكك الحديدية في الجزائر.

## الموقع في السكك الحديدية
ََتقع المحطة في وسط مدينة الحجار، على الخط الممتد من عنابة إلى جبل أونك . تسبقها محطة عنابة وتتبعها محطة شبيطة مختار .

## خدمة الركاب

### خدمة
تخدم محطة الحجار القطارات الإقليمية:
- عنابة - تبسة ؛
- عنابة - الشيهاني بشير .

### روابط خارجية
- "ش.و.ن.س.ح". الشركة الوطنية للنقل بالسكك الحديدية. مؤرشف من الأصل في 2025-05-05.

{{محطات القطار في ولاية عنابة}}